# Nethinius perrieri
Nethinius perrieri là một loài bọ cánh cứng trong họ Cerambycidae.